# Ancylorhynchus percheronii
Ancylorhynchus percheronii là một loài ruồi trong họ Asilidae. Ancylorhynchus percheronii được Macquart miêu tả năm 1834. Loài này phân bố ở miền Ấn Độ - Mã Lai.